# (154587) Ennico
(154587) Ennico est un astéroïde de la ceinture principale.

## Description
(154587) Ennico est un astéroïde de la ceinture principale. Il fut découvert le 30 mai 2003 à Cerro Tololo par Marc William Buie. Il présente une orbite caractérisée par un demi-grand axe de 2,86 UA, une excentricité de 0,05 et une inclinaison de 3,1° par rapport à l'écliptique.